# Peltoforum oskrzydlone
Peltoforum oskrzydlone (Peltophorum pterocarpum) – gatunek drzewa z rodziny bobowatych (Fabaceae) z podrodziny brezylkowych (Caesalpinioideae). Pochodzi z obszaru Oceanu Indyjskiego, od południowych Indii i Cejlonu, poprzez Azję Południowo-Wschodnią po północną Australię.

## Morfologia
PokrójDrzewo osiągające do 35 m wysokości, w uprawie do 10 m. Korona szeroka, parasolowata.
LiściePodwójnie pierzaste, o długości do 60 cm. Listki 1–2 cm.
KwiatyŻółte, w wiechach o długości 20–40 cm, zazwyczaj przed pojawieniem się liści. Kwitnie przez kilka miesięcy.
OwoceStrąki o długości do 14 cm. Wewnątrz 3–4 podłużne nasiona.

## Zastosowanie
- Sadzone jako drzewo ozdobne.
- Jako drzewo cieniodajne na plantacjach kawy i kakao
- Liście stanowią doskonałą paszę dla zwierząt.
- Na Jawie z kory uzyskuje się ciemnobrązowy barwnik do batików.
- Niektóre części mają właściwości lecznicze[4]